# Урюпинская епархия
Урю́пинская епа́рхия — епархия Русской православной церкви, объединяющая приходы и монастыри в северо-западной части Волгоградской области (в границах Алексеевского, Даниловского, Еланского, Жирновского, Киквидзенского, Кумылженского, Нехаевского, Новоаннинского, Новониколаевского, Ольховского, Руднянского, Серафимовичского, Урюпинского и Фроловского районов, а также городских округов Михайловка, Урюпинск и Фролово). Входит в состав Волгоградской митрополии.

## История
Учреждена решением Священного Синода 15 марта 2012 года путём выделения из Волгоградской и Камышинской епархии. Административно включена в состав Волгоградской митрополии.
Управляющим епархией избран игумен Елисей (Фомкин), клирик Волгоградской епархии, рукоположённый 31 марта 2012 года. 

## Епископы
С 31 марта 2012 — Елисей (Фомкин)

## Благочиния
По состоянию на октябрь 2022 года:
- Жирновское благочиние (Жирновский, Руднянский и Еланский район) — благочинный протоиерей Александр Щичко.
- Михайловское благочиние (городской округ город Михайловка и Даниловский район) — благочинный иерей Вадим Марков.
- Новоаннинское благочиние (Новоаннинский, Алексеевский и Киквидзенский район) — благочинный иерей Георгий Бердик
- Серафимовичское благочиние (Серафимовичский и Кумылженский район) — благочинный протоиерей Андрей Шарыгин
- Урюпинское благочиние (город Урюпинск, Урюпинский, Новониколаевский и Нехаевский район) — благочинный иерей Алексий Маслов.
- Фроловское благочиние (городской округ город Фролово, Фроловский и Ольховский район) — благочинный иерей Владимир Тарасов.
- Монастырское благочиние — благочинный игумен Пётр (Ковалёв).

## Монастыри
- Гусёвский Богородице-Ахтырский монастырь (женский; село Гусёвка, Ольховский район)[3]
- Усть-Медведицкий Спасо-Преображенский монастырь (женский; Серафимович)
- Каменно-Бродский Свято-Троицкий Белогорский монастырь (мужской; Ольховский район)

недейсвующие
- Краишевский Тихвинский монастырь (женский; село Краишево, Еланский район)[4]
- Грязнухинский Свято-Троицкий монастырь (женский; село Вишнёвое, Жирновский район)